# Box Emotions
《Box Emotions》為日本組合Superfly於2009年9月2日發行的第二張專輯。

## 簡介
與前作《Superfly》發行時間相隔約1年4個月。初回限定盤為紙盒包裝的Box樣式，並收錄5首單曲的音樂錄影帶並附贈13首歌的歌曲印象明信片。
本作跟前作一樣再次獲得了公信榜冠軍，為女性歌手出道以來連續兩張專輯奪冠，為2003年的《ノマド・ソウル》（元千歲）以來6年再次有人達到此紀錄。並獲得了2009年度年間專輯排行第9名。
專輯發行當日於「六本木Hills Arena」舉辦免費演唱會。並將影像收錄在單曲《Dancing On The Fire》初回限定盤的DVD中，也收錄在演唱會DVD《Dancing at Budokan!!》中。

## 發行版本
- CD+DVD【初回限定盤】
- CD ONLY

## 曲目

### CD
1. Alright!!
作詞：越智志帆　作曲：多保孝一+越智志帆　編曲：多保孝一
  - 首張數位音樂下載下載單曲。
  - 富士電視台連續劇《BOSS》片頭曲。
  - 電視劇播初時反應很好，於2009年6月3日開始簡訊鈴聲的下載，後來還上了音樂節目以及智做音樂錄影帶。
2. How Do I Survive?
作詞：越智志帆　作曲：多保孝一　編曲：蔦谷好位置+多保孝一
  - 6th單曲。
  - 《モード学園》廣告曲。
3. Searching
作詞：越智志帆　作曲・編曲：多保孝一
  - 歌詞是志帆在迷惘之時，被工作人員察覺那時的樣子，而讓他寫下歌詞。
4. My Best Of My Life
作詞：越智志帆　作曲：多保孝一　編曲：蔦谷好位置
  - 7th單曲。
  - 富士電視台連續劇《BOSS》主題歌。
5. 戀愛時的眼眸最美（恋する瞳は美しい）
作詞：越智志帆　作曲：多保孝一　編曲：蔦谷好位置
  - 8th單曲。
  - 「Canon IXY DIGITAL」廣告曲。
6. 在溫柔的感覺（やさしい気持ちで）
作詞：越智志帆　作曲：多保孝一　編曲：蔦谷好位置+多保孝一
  - 8th單曲。
  - 富士電視台《鬧鐘電視》主題曲。
7. Bad Girl
作詞：越智志帆　作曲・編曲：多保孝一
8. 認同的未來（アイデンティティの行方）
作詞：越智志帆　作曲・編曲：多保孝一
9. 誕生
作詞：越智志帆　作曲：多保孝一　編曲：蔦谷好位置+多保孝一
  - Right-on『X-WASH』廣告曲。專輯發行後才有的商業搭配。
10. See You
作詞：越智志帆　作曲：多保孝一　編曲：蔦谷好位置+多保孝一
  - 明快的旋律卻唱著無法割捨情感的歌詞。
  - 志帆的生日當天雙親到東京來，而後在品川車站與雙親別離時的心情。曲子的印象明信片就是在品川車站前拍攝的。
11. 春天的幻象（春のまぼろし）
作詞：越智志帆　作曲：多保孝一　編曲：蔦谷好位置
  - ミュードラ「春のまぼろし」主題歌。專輯發行後才有的商業搭配。
12. Hanky Panky
作詞：越智志帆　作曲：多保孝一　編曲：蔦谷好位置+多保孝一
  - 電影《山形スクリーム》主題歌。
  - 專輯發行一年前就已經寫出來的曲子，是此章專輯收錄的最老曲子。
13. 擁抱愛（愛に抱かれて）
作詞：越智志帆　作曲：多保孝一　編曲：蔦谷好位置
  - 志帆的國中時代的好友結婚而寫給他的曲子。

### DVD（初回限定盤特典）
1. How Do I Survive?
  - 導演：番場秀一。
2. My Best Of My Life
  - 導演：番場秀一。
3. Alright!!
  - 導演：斎藤渉。
4. 恋する瞳は美しい
  - 導演：番場秀一。
5. やさしい気持ちで
  - 導演：番場秀一。

## 外部連結
- 日本華納音樂介紹
  - 初回限定盤
  - 通常盤